# Jacques Bidet
 (juin 2020).
Si vous disposez d'ouvrages ou d'articles de référence ou si vous connaissez des sites web de qualité traitant du thème abordé ici, merci de compléter l'article en donnant les références utiles à sa vérifiabilité et en les liant à la section « Notes et références ».
 (juin 2020).
Pour les articles homonymes, voir Bidet.
Jacques Bidet, né en 1935, est un philosophe et théoricien social français. Il est professeur émérite à l'Université Paris-Nanterre.

## Biographie
Jacques Bidet est né en 1935 dans une famille paysanne. Il a d'abord étudié la théologie à la faculté jésuite de Louvain, puis la philosophie à la Sorbonne. En 1964, il soutient une thèse de troisième cycle de philosophie intitulée La dialectique de la religion dans ses rapports avec la dialectique de l'histoire,. Il est professeur émérite en philosophie à l'Université Paris-Nanterre et fait partie des « chercheurs rattachés » du laboratoire Sophiapol de cette université,.
En 1986, il fonde avec Jacques Texier la revue Actuel Marx (Presses universitaires de France), qu'il dirige, d'abord avec celui-ci, jusqu'en 2006 ainsi que la collection Actuel Marx Confrontation. Cette revue comportera aussi une édition sud-américaine en langue espagnole, d’abord en Argentine, puis au Chili. En 1995, il crée le congrès Marx International (université de Paris-Nanterre), qui se réunit tous les trois ans jusqu’en 2006. Il sera invité à exposer la réinterprétation du marxisme qu'il propose et les thèses sur la société moderne qui en découlent dans une trentaine d’universités d’Europe, d’Amérique du Sud et du Nord, de Chine et du Japon. Il tissera notamment des liens avec le Département de philosophie de l’université de Fudan, Shanghai, où il coorganisera, au titre d' Actuel Marx et du SOPHIAPOL, cinq conférences internationales, et où il enseignera durant un mois en 2013. Il est un professeur visiteur à Peking University de 2018 à 2020[réf. nécessaire].

## Œuvre
L'œuvre de Jacques Bidet, se développe de façon continue sur plusieurs décennies ; elle s’appuie notamment sur une réception critique de Marx au croisement des traditions antagoniques de Louis Althusser et Jürgen Habermas, et sur une réinterprétation de Michel Foucault, Pierre Bourdieu et Immanuel Wallerstein. La « théorie », à ses yeux, se situe à l’interférence entre les diverses sciences sociales et la philosophie ; elle a censément pour corrélat une « pratique » politique. En ce sens, il propose une « théorie métastructurelle », qui considère la « structure » de la société moderne à partir des présupposés de raison qu’elle instrumentalise en facteurs de classe (« métastructure »). Cette démarche se développe en plusieurs niveaux d'analyse, dont chacun donne lieu à une grappe de concepts impliquant rapports de classe, de genre et de colonialité.
Dans sa thèse de doctorat consacrée au Capital, il conteste radicalement les lectures antérieures, qui interprètent cette œuvre à partir de ses versions antérieures, plus hégéliennes, notamment des « Grundrisse ». Il y voit certes une « critique de l’économie politique », mais sur le fond d’une « théorie de la société moderne », qui définit la structure du mode de production capitaliste à partir de la logique « métastructurelle » de « marché » qui la sous-tend. Il en découle, selon lui, une perspective historiciste selon laquelle le développement de la grande entreprise conduirait d'une logique marchande, dominée par le capital, à une logique organisationnelle, dont le prolétariat finirait par prendre le contrôle. Et c'est à l'encontre de ce grand récit marxien qu’il entend s'engager dans une « refondation ».[réf. nécessaire]
Dans les années 90, il développe donc une théorie alternative, selon laquelle le marché et l’organisation ne sont pas à comprendre selon une telle séquence historiciste, mais comme les deux pôles de la « métastructure de la modernité », formant une alternative constamment présupposée. C’est là le cadre d’une confrontation générale opposant, au sein de la classe dominante, d’une part, les capitalistes, privilégiés du marché, et, d’autre part, les « compétents » (détenteurs d’autorité compétente, au sens de Bourdieu), privilégiés des processus organisés. En face : une classe dite « fondamentale », celle de sans-privilèges, qui combat sur ces deux fronts, contraints cependant de rechercher une alliance stratégique parmi ces derniers. Les choix entre marché et organisation ne pouvant se justifier que par le discours public, la confrontation s’organise autour du débat supposé démocratique. Tel est le cadre formel de la lutte moderne de classe. Jacques Bidet s'oppose donc au marxisme commun, pour lequel la classe dominante est strictement celle des capitalistes. Et il peut alors reprendre en ce sens sa reconstruction de Capital.
À partir des années 2000, Il aborde cette société moderne en tant qu'elle existe sous la forme de l’État-nation. On entre dès lors dans un nouveau registre, qui n’est plus « structurel », mais « systémique », au sens du Système-monde, inégal par nature, où s’affrontent non pas des adversaires de classe, mais des ennemis, et dont la catégorie centrale n’est pas la lutte (sociale) mais la guerre, notamment coloniale. Jacques Bidet engage à ce moment une discussion des théories du Système-monde. Car, à ses yeux, celui-ci ne peut empêcher qu’avec le développement des sciences et des techniques n’émerge, au du tournant des années 70-80, une nouvelle configuration globale, celle d’un État-monde, où l’on retrouve, sous le régime néolibéral, la même structure d’affrontement étatique de classe. Le monde présent s’analyse dès lors comme l’entrelacement pervers du Système-monde et de l’État-monde.
Dans les années 2010, cette approche, notamment confrontée à l’œuvre de Foucault, se traduit en une théorie politique orientée vers une stratégie du « commun du peuple » à l’encontre des forces capitalistes et tout autant des dits « compétents », parmi lesquels il doit pourtant trouver des alliés. La perspective est celle d’une Nation-monde comme tâche de la communauté humaine face au désastre écologique qui menace la vie dans son ensemble. Jacques Bidet se confronte alors à la question écologique, proposant une théorie de l’écologie politique fondée sur le corps de concepts précédemment construit. Et c’est dans ce sens qu’il cherche à élaborer une politique de la classe populaire qui soit en même temps une politique de l'humanité.
La réception de ces travaux est surtout notable en Italie, en Amérique latine (Argentine, Brésil, Mexique), en Extrême-Orient (Chine, Corée, Japon) et dans le monde anglo-saxon.[réf. nécessaire]

## Engagement politique
Enseignant à l'université d’Alger en 1968, Jacques Bidet est élu secrétaire de la section Snesup. Parallèlement, il collabore aux activités du PAGS, Parti de l'avant-garde socialiste, qui a pris la suite du Parti communiste algérien dans la clandestinité. Maître-assistant à l’Université de Nanterre en 1970, il adhère au Parti communiste français (PCF) et devient membre du bureau la Section de Nanterre (ville et université). En 1982, il anime la défense de Henri Fiszbin, secrétaire de la Fédération de Paris du PCF, entré en dissidence. Il se trouve ainsi lui-même « hors du parti », selon l'expression de l'époque, ce qu'il formalise en démissionnant. Il participe aux travaux d'ATTAC depuis sa création, en tant que membre de son Conseil Scientifique. En 2008, il prend part au lancement de la Fédération pour une alternative, sociale et écologique (FASE). Puis il adhère à Ensemble !, qui en est le prolongement. Il milite au Front de gauche et s'exprime en ce sens dans la presse. Il soutient la candidature de Jean-Luc Mélenchon aux présidentielles de 2012 de 2017, mais n’adhère pas à La France insoumise. Durant cette période, à partir de 2012, il s’est en effet principalement consacré à mettre en avant une perspective stratégique fondée sur sa propre approche théorique qu’il expose dans ses livres et dans la presse.  On en trouve un aperçu dans « La leçon des gilets jaunes aux gilets rouges » (Libération, 22 décembre 2018).[réf. nécessaire]
Il signe une pétition en soutien à Gérard Filoche, exclu du Parti socialiste à la suite d'un tweet jugé antisémite, en soulignant l'« atteinte portée à l’honneur d’un militant qui a consacré sa vie entière à défendre les libertés syndicales et le Code du travail, à lutter contre le racisme et l’antisémitisme ».

## Publications
- Que faire du Capital ? : Matériaux pour une refondation, Paris, Klincksieck, coll. « Philosophia », 1985, 283 p. (ISBN 2-86563-107-9)[14]
  - Que faire du "Capital" ? : Matériaux pour une refondation, Presses universitaires de France, coll. « Actuel Marx confrontation. Série Philosophie », 2000, 293 p. (ISBN 2-13-050292-X).
- Théorie de la modernité, suivi de Marx et le marché, Paris, Presses universitaires de France, coll. « Questions », 1990, 300 p. (ISBN 2-13-043291-3)[15].
- (avec Annie Bidet-Mordrel), John Rawls et la théorie de la justice, Paris, Presses universitaires de France, coll. « Actuel Marx Confrontation », 1995, 140 p. (ISBN 2-13-047141-2).
- Théorie générale : théorie du droit, de l'économie et de la politique, Paris, Presses universitaires de France, coll. « Actuel Marx confrontation », 1999, 504 p. (ISBN 2-13-050358-6).
- (avec Eustache Kouvélakis), Dictionnaire Marx contemporain, Paris, Presses universitaires de France, coll. « Actuel Marx confrontation », 2001, 600 p. (ISBN 2-13-052082-0).
- Explication et reconstruction du "Capital", Paris, Universitaires de France, coll. « Actuel Marx Confrontations, Série Philosophie », 2004, 320 p. (ISBN 2-13-054675-7)[16].
- (avec Gérard Duménil), Altermarxisme : un autre marxisme pour un autre monde, Paris, Presses universitaires de France, coll. « Quadrige. Essais, débats », 2007, 300 p. (ISBN 978-2-13-056498-0).
- L’État-monde, Libéralisme, Socialisme et Communisme à l’échelle mondiale, Refondation du marxisme, Paris, Presses universitaires de France, 2011, 320 p. (ISBN 978-2-13-058476-6).
- Foucault avec Marx, Paris, La fabrique édition, 2014, 234 p. (ISBN 978-2-35872-065-6).
- Le néolibéralisme, Un autre grand récit, Paris, Les Prairies ordinaires, 2016, 196 p. (ISBN 978-2350961255).
- Eux et nous ?  Une alternative au populisme de gauche, Paris, Kimé, 2018, 207 p. (ISBN 978-2-84174-883-9).
- Marx et la Loi travail, Le corps biopolitique du Capital, Paris, La Dispute, 2018, 120 p. (ISBN 978-2353670314).
- L’écologie politique du commun du peuple, éditions du Croquant, 2022, 323 p. (ISBN 9782365123211)[17].
- La classe populaire peut-elle gouverner ?, éditions Syllepse, 2023.